# Parc provincial de La Manche
Le parc provincial de La Manche est un parc provincial situé dans la province canadienne de Terre-Neuve-et-Labrador, précisément sur l'île de Terre-Neuve, au sud de Saint-Jean. La ville de Cape Broyle est située non loin du parc.
Le parc est accessible via la route 10, notamment à partir de Saint-Jean que du sud de la péninsule d'Avalon. 
Il est notamment possible d'y marcher, d'y observer les ruines d'un village abandonné, d'y camper, de profiter de la plage, de faire du canot ou du kayak. 